# Hypnodendron stipitatum
Hypnodendron stipitatum là một loài Rêu trong họ Hypnodendraceae. Loài này được (Mitt.) A. Jaeger mô tả khoa học đầu tiên năm 1880.